# Birmese boomklever
De Birmese boomklever (Sitta neglecta) is een zangvogel uit het geslacht Sitta.

## Verspreiding en leefgebied
Deze soort komt voor van Myanmar tot Zuid-Vietnam.